# دشوارترین بخش (ترانه کلدپلی)
«دشوارترین بخش» (به انگلیسی: The Hardest Part) تک‌آهنگی از کلدپلی است که در سال ۲۰۰۶ میلادی منتشر شد.